# Nati nel 1961/Luglio
| Questa pagina contiene informazioni ricavate automaticamente dalle voci biografiche con l'ausilio del template Bio e di un bot. L'aggiornamento è periodico e automatico e ricostruisce completamente la pagina. Se manca una persona in questa lista, sei pregato di non aggiungerla, ma accertati piuttosto che la sua voce biografica contenga il template Bio e che i dati anagrafici siano correttamente compilati. Se il template Bio manca, inseriscilo tu stesso o, in alternativa, metti l'avviso {{tmp\|Bio}} che ne segnala la mancanza. Se i dati riportati sono sbagliati, correggi direttamente la voce biografica; le modifiche saranno visibili in questa lista entro pochi giorni. Per chiarimenti vedi il progetto biografie. La lista contiene solo le 312 persone che sono citate nell'enciclopedia e per le quali è stato implementato correttamente il template Bio. Pagina aggiornata al 18 ago 2025. |

- 1º luglio - Valeria Benatti, scrittrice, conduttrice radiofonica e conduttrice televisiva italiana
- 1º luglio - Vito Bratta, chitarrista statunitense
- 1º luglio - Alessio Caruso, attore italiano
- 1º luglio - Jean-Claude Colotti, ex ciclista su strada e pistard francese
- 1º luglio - Malcolm Elliott, ex ciclista su strada e pistard britannico
- 1º luglio - Ute Emmerich, produttrice cinematografica tedesca
- 1º luglio - Augusto Gentilini, allenatore di calcio e ex calciatore italiano
- 1º luglio - Jean-Paul Gut, imprenditore francese
- 1º luglio - Doron Jamchi, ex cestista israeliano
- 1º luglio - Rolf Kasparek, cantante e chitarrista tedesco
- 1º luglio - Ivan Kaye, attore britannico
- 1º luglio - Carl Lewis, ex velocista e lunghista statunitense
- 1º luglio - Victoria Nuland, diplomatica statunitense
- 1º luglio - Goran Petrović, scrittore serbo († 2024)
- 1º luglio - Fredy Schmidtke, pistard tedesco († 2017)
- 1º luglio - Diana Spencer, filantropa inglese († 1997)
- 1º luglio - Dan Stripp, ex sciatore alpino statunitense
- 1º luglio - Michelle Wright, cantante canadese
- 2 luglio - Tetchie Agbayani, attrice filippina
- 2 luglio - Mark Billingham, scrittore inglese
- 2 luglio - Eugenio Cappuccio, regista e sceneggiatore italiano
- 2 luglio - Rodolfo De Benedetti, imprenditore e dirigente d'azienda italiano
- 2 luglio - Clark Kellogg, ex cestista statunitense
- 2 luglio - Davide Lot, cestista italiano († 2021)
- 2 luglio - Jimmy McNichol, attore e cantante statunitense
- 2 luglio - Samy Naceri, attore e produttore cinematografico francese
- 2 luglio - Mirko Nišović, ex canoista jugoslavo
- 2 luglio - Alba Parietti, conduttrice televisiva, opinionista e attrice italiana
- 2 luglio - Joe Philbin, allenatore di football americano statunitense
- 2 luglio - Matt Preston, giornalista e personaggio televisivo britannico
- 2 luglio - Oleksandr Rodnjans'kyj, regista e produttore cinematografico ucraino
- 2 luglio - Jon Sundvold, ex cestista statunitense
- 3 luglio - Maddalena Balsamo, attrice italiana
- 3 luglio - Andrea Enria, economista italiano
- 3 luglio - Juri Fazi, ex judoka italiano
- 3 luglio - Dominique Gaigne, ex ciclista su strada francese
- 3 luglio - Čedomir Janevski, allenatore di calcio e ex calciatore macedone
- 3 luglio - Claudio Luperto, allenatore di calcio e ex calciatore italiano
- 3 luglio - Pedro Romeiras, ballerino portoghese
- 4 luglio - Valerio Aiolli, scrittore e romanziere italiano
- 4 luglio - Wolf Bachofner, attore e attore teatrale austriaco
- 4 luglio - Daniele Campani, batterista italiano
- 4 luglio - Margaret Edson, drammaturga statunitense
- 4 luglio - Brendan Eich, informatico statunitense
- 4 luglio - Ted Elliott, sceneggiatore statunitense
- 4 luglio - Richard Garriott, autore di videogiochi e ex astronauta britannico
- 4 luglio - Valentin Valentinovič Ivanov, ex arbitro di calcio russo
- 4 luglio - M. M. Keeravani, compositore, cantante e paroliere indiano
- 4 luglio - Karin Konoval, attrice statunitense
- 4 luglio - Husref Musemić, allenatore di calcio e ex calciatore bosniaco
- 4 luglio - Massimo Popolizio, attore, regista teatrale e doppiatore italiano
- 4 luglio - Cinzia Rampazzo, politica e ex nuotatrice italiana
- 4 luglio - Alberto Vaquina, politico mozambicano
- 4 luglio - Andrew Zimmern, conduttore televisivo statunitense
- 5 luglio - Meir Banai, cantautore e musicista israeliano († 2017)
- 5 luglio - Timothy Drury, tastierista, chitarrista e cantante statunitense
- 5 luglio - Daniel Fishman, scrittore e saggista italiano
- 5 luglio - Saki Hiwatari, fumettista giapponese
- 5 luglio - Mikaël Antoine Mouradian, vescovo cattolico libanese
- 5 luglio - Mauro Parmeggiani, vescovo cattolico italiano
- 5 luglio - Luisa Ponchio, ex canoista italiana
- 5 luglio - Mahmoud Sadjadi, ex giocatore di calcio a 5 iraniano
- 5 luglio - Zlatko Saračević, pallamanista e allenatore di pallamano croato († 2021)
- 5 luglio - Patrizia Scianca, doppiatrice italiana
- 5 luglio - Stephen Theuma, ex calciatore maltese
- 5 luglio - Franco Turchetta, allenatore di calcio e ex calciatore italiano
- 6 luglio - Robin Antin, ballerina, coreografa e conduttrice televisiva statunitense
- 6 luglio - Benita Fitzgerald-Brown, ex ostacolista statunitense
- 6 luglio - Kimberly Foster, attrice statunitense
- 6 luglio - Jonas Jonasson, giornalista e scrittore svedese
- 6 luglio - Elizabeth Kolbert, scrittrice e giornalista statunitense
- 6 luglio - Gintaras Krapikas, allenatore di pallacanestro e ex cestista lituano
- 6 luglio - Rick Price, cantautore australiano
- 6 luglio - Santandrea, cantautore italiano
- 6 luglio - Lionginas Virbalas, arcivescovo cattolico lituano
- 7 luglio - Maurizio Bortolotti, critico d'arte italiano
- 7 luglio - Urs Meier, allenatore di calcio e ex calciatore svizzero
- 7 luglio - Mariola Pawlak, ex cestista polacca
- 8 luglio - Valérie Benguigui, attrice francese († 2013)
- 8 luglio - Francesca Chiavacci, attivista e politica italiana
- 8 luglio - Toby Keith, cantautore, musicista e attore statunitense († 2024)
- 8 luglio - Andrew Fletcher, tastierista e musicista britannico († 2022)
- 8 luglio - Danilo Grassi, percussionista e direttore d'orchestra italiano
- 8 luglio - Danièle Laumann, ex canottiera canadese
- 8 luglio - Kōki Mitani, sceneggiatore e regista giapponese
- 8 luglio - Wally Pfister, direttore della fotografia e regista statunitense
- 8 luglio - Massimo Sansavini, scultore italiano
- 8 luglio - Sergio Sarra, artista e ex cestista italiano
- 8 luglio - Cem Yıldırım, matematico turco
- 9 luglio - Chris Anderson, saggista e giornalista statunitense
- 9 luglio - Federico Cervi, ex schermidore italiano
- 9 luglio - Raymond Cruz, attore statunitense
- 9 luglio - Giovanni Dellacasa, allenatore di calcio italiano
- 9 luglio - Martin Halm, attore, doppiatore e direttore del doppiaggio tedesco
- 9 luglio - Luca Rastello, scrittore e giornalista italiano († 2015)
- 9 luglio - Jorge Seré, ex calciatore uruguaiano
- 9 luglio - George Singleton, ex cestista statunitense
- 10 luglio - Jacky Cheung, attore e cantante cinese
- 10 luglio - Hans-Peter Fischer, presbitero e giurista tedesco
- 10 luglio - Gillberg, ex wrestler statunitense
- 10 luglio - Alois Hannecker, ex discobolo tedesco
- 10 luglio - Pavel Kuznecov, ex sollevatore sovietico
- 10 luglio - Lee Heung-sil, ex calciatore sudcoreano
- 10 luglio - Ian Mercer, attore britannico
- 10 luglio - Antonio Felice Uricchio, giurista italiano
- 11 luglio - Francesco Paolo Figliuolo, generale e funzionario italiano
- 11 luglio - Werner Günthör, ex pesista svizzero
- 11 luglio - Werner Koch, programmatore e informatico tedesco
- 12 luglio - Espen Andersen, ex combinatista nordico norvegese
- 12 luglio - Félix Courtinard, ex cestista francese
- 12 luglio - Patricia De Roo, ex cestista belga
- 12 luglio - Malcolm Dunkley, calciatore inglese († 2005)
- 12 luglio - Janusz Kudyba, allenatore di calcio e ex calciatore polacco
- 12 luglio - Mark McGann, attore britannico
- 12 luglio - Glen Morgan, produttore televisivo, sceneggiatore e regista statunitense
- 12 luglio - Masaaki Mori, ex calciatore giapponese
- 12 luglio - Andrea Pucci, giornalista italiano
- 12 luglio - Shiva Rajkumar, attore e cantante indiano
- 12 luglio - Sándor Szűcs, ex calciatore ungherese
- 13 luglio - Giuseppe Galati, politico italiano
- 13 luglio - Zuhal Gencer, attrice turca
- 13 luglio - Roberto Giontella, meteorologo e militare italiano († 1999)
- 13 luglio - Laureano Jaimes, ex calciatore venezuelano
- 13 luglio - Anders Järryd, ex tennista svedese
- 13 luglio - Peter Lönn, ex calciatore svedese
- 13 luglio - Stelios Manōlas, allenatore di calcio e ex calciatore greco
- 13 luglio - Benjamin Prado, romanziere, saggista e poeta spagnolo
- 13 luglio - Halina Savičkaja, ex cestista sovietica
- 13 luglio - Christiane Scheibel, giocatrice di curling tedesca
- 13 luglio - Roberto Viganò, pilota di rally italiano
- 13 luglio - Colin Wilson, produttore cinematografico statunitense
- 13 luglio - Pierantonio Zanettin, politico italiano
- 14 luglio - Ahmed Aassid, filosofo, scrittore e attivista berbero
- 14 luglio - Judi Brown, ex ostacolista e politica statunitense
- 14 luglio - Unsuk Chin, compositrice sudcoreana
- 14 luglio - Jackie Earle Haley, attore statunitense
- 14 luglio - Viola Langella, ex calciatrice italiana
- 14 luglio - Howard Lutnick, imprenditore e dirigente d'azienda statunitense
- 14 luglio - Mary Mazzio, regista, produttrice cinematografica e sceneggiatrice statunitense
- 14 luglio - Carlo Presotto, attore e drammaturgo italiano
- 14 luglio - Vic Rodriguez, ex giocatore di baseball e allenatore di baseball statunitense
- 14 luglio - Paola Ruggeri, modella venezuelana
- 14 luglio - Annalisa Spiezie, giornalista italiana
- 15 luglio - Ken Austin, ex cestista statunitense
- 15 luglio - David Cicilline, politico e avvocato statunitense
- 15 luglio - Umberto D'Ottavio, politico italiano
- 15 luglio - Lolita Davidovich, attrice canadese
- 15 luglio - Gian Luca Galletti, politico italiano
- 15 luglio - Jean-Christophe Grangé, giornalista, scrittore e sceneggiatore francese
- 15 luglio - Ravshan Haydarov, allenatore di calcio e ex calciatore uzbeko
- 15 luglio - Masaru Kitao, animatore giapponese
- 15 luglio - Michele Lupo, scrittore italiano
- 15 luglio - Chris McNealy, ex cestista statunitense
- 15 luglio - Scott Ritter, ex militare statunitense
- 15 luglio - Forest Whitaker, attore, regista e produttore cinematografico statunitense
- 16 luglio - Claudio Crippa, ex cestista e dirigente sportivo italiano
- 16 luglio - Richard Daddy Owobokiri, ex calciatore nigeriano
- 16 luglio - Paulus Hochgatterer, scrittore austriaco
- 16 luglio - Renê Weber, allenatore di calcio e calciatore brasiliano († 2020)
- 17 luglio - António Costa, avvocato e politico portoghese
- 17 luglio - Silvio Demanuele, ex calciatore maltese
- 17 luglio - Guru, rapper, produttore discografico e attore statunitense († 2010)
- 17 luglio - Arturo Eduardo Fajardo Bustamante, vescovo cattolico uruguaiano
- 17 luglio - Carla Garbarino, triatleta italiana
- 17 luglio - Barbara Hall, sceneggiatrice, produttrice televisiva e scrittrice statunitense
- 17 luglio - Blair Horn, ex canottiere canadese
- 17 luglio - Henning Lohner, regista e compositore tedesco
- 17 luglio - Nicholas Rossiter, produttore televisivo inglese († 2004)
- 17 luglio - Antonino Rubino, militare italiano († 1992)
- 17 luglio - Simon West, regista e produttore televisivo britannico
- 17 luglio - Zbigniew Zamachowski, attore, compositore e cantante polacco
- 18 luglio - Emilio Bonifazi, politico italiano
- 18 luglio - Fabio Fasola, pilota motociclistico italiano
- 18 luglio - Luis Enrique Flores, allenatore di calcio e ex calciatore messicano
- 18 luglio - Stephen Hodge, ex ciclista su strada australiano
- 18 luglio - David Irons, allenatore di calcio e ex calciatore scozzese
- 18 luglio - Conny Kissling, ex sciatrice freestyle svizzera
- 18 luglio - Henrique Matos, pittore portoghese
- 18 luglio - Elizabeth McGovern, attrice statunitense
- 18 luglio - Sandro Mencucci, dirigente sportivo italiano
- 18 luglio - Alan Pardew, dirigente sportivo, allenatore di calcio e ex calciatore inglese
- 18 luglio - Terry Taylor, ex giocatore di football americano statunitense
- 18 luglio - Danny Vaughn, cantante statunitense
- 19 luglio - Noriyuki Abe, regista e disegnatore giapponese
- 19 luglio - Christian Chaubet, ex ciclista su strada francese
- 19 luglio - Stefano Da Mommio, ex calciatore italiano
- 19 luglio - Marija Filatova, ex ginnasta sovietica
- 19 luglio - Lisa Lampanelli, attrice e comica statunitense
- 19 luglio - Niall Mackenzie, pilota motociclistico britannico
- 19 luglio - Hideo Nakata, regista giapponese
- 19 luglio - Stefano Pillastrini, allenatore di pallacanestro italiano
- 19 luglio - Campbell Scott, attore, regista e produttore cinematografico statunitense
- 19 luglio - Thierry Wasser, profumiere svizzero
- 20 luglio - Óscar Elías Biscet, medico cubano
- 20 luglio - Aleksandr Evgen'ev, ex velocista sovietico
- 20 luglio - Dan Gay, ex cestista e allenatore di pallacanestro statunitense
- 20 luglio - Sandra Jenkins, giocatrice di curling canadese
- 20 luglio - Mladen Munjaković, ex calciatore croato
- 20 luglio - Yermek Tursunov, ex giocatore di calcio a 5 kazako
- 20 luglio - João Batista Viana dos Santos, ex calciatore brasiliano
- 20 luglio - Ria Visser, ex pattinatrice di velocità su ghiaccio olandese
- 20 luglio - Roberto Zaffini, politico italiano
- 21 luglio - Jo Bauer, ingegnere tedesco
- 21 luglio - Henry Ellard, ex giocatore di football americano statunitense
- 21 luglio - Cvetan Golomeev, nuotatore bulgaro († 2010)
- 21 luglio - Jim Martin, chitarrista statunitense
- 21 luglio - Mokgweetsi Masisi, politico botswano
- 21 luglio - Gilson Matos Moreira, giocatore di calcio a 5 brasiliano
- 21 luglio - José Quiñaliza, triplista ecuadoriano
- 21 luglio - Jan Rindom, ex calciatore e ex giocatore di calcio a 5 danese
- 21 luglio - François Zahoui, allenatore di calcio e ex calciatore ivoriano
- 22 luglio - Angelo Mariano Fabiani, dirigente sportivo italiano
- 22 luglio - Salvo Guglielmino, giornalista e scrittore italiano
- 22 luglio - Pascal Jules, ciclista su strada francese († 1987)
- 22 luglio - Stefan Mau, ex giocatore di football americano e allenatore di football americano tedesco
- 22 luglio - Patrick McDonough, ex pistard statunitense
- 22 luglio - Christophe Mirmand, funzionario, politico e prefetto francese
- 22 luglio - Porfirije, arcivescovo ortodosso serbo
- 22 luglio - Luis Resto, produttore discografico, paroliere e compositore statunitense
- 22 luglio - Keith Sweat, cantautore, produttore discografico e conduttore radiofonico statunitense
- 23 luglio - Gonzalo Arconada, allenatore di calcio spagnolo
- 23 luglio - Antonio Babini, allenatore di pallavolo e ex pallavolista italiano
- 23 luglio - Duccio Camerini, attore, regista e sceneggiatore italiano
- 23 luglio - Antoine Carr, ex cestista statunitense
- 23 luglio - Vikram Chandra, romanziere indiano
- 23 luglio - Darryl Sims, ex giocatore di football americano statunitense
- 23 luglio - Michael Durant, scrittore, imprenditore e militare statunitense
- 23 luglio - Martin Gore, chitarrista, tastierista e cantautore inglese
- 23 luglio - Woody Harrelson, attore statunitense
- 23 luglio - Marco Milano, attore e cabarettista italiano
- 23 luglio - Luis Fernando Montoya, allenatore di calcio colombiano
- 23 luglio - Florence Noiville, giornalista francese
- 23 luglio - Holm Singer, ex agente segreto tedesco
- 23 luglio - Rob Stewart, attore canadese
- 24 luglio - Kerry Dixon, ex calciatore e allenatore di calcio inglese
- 24 luglio - Paul Geary, batterista statunitense
- 24 luglio - Teresa Jiménez-Becerril Barrio, politica, giornalista e imprenditrice spagnola
- 24 luglio - Mário Jorge, ex calciatore portoghese
- 24 luglio - Hiroyuki Kitazume, illustratore, animatore e fumettista giapponese
- 24 luglio - Pietro Leemann, cuoco svizzero
- 24 luglio - Mario Mauro, politico italiano
- 24 luglio - Antonio Panaino, filologo e iranista italiano
- 24 luglio - Alfred Andrew Schlert, vescovo cattolico statunitense
- 24 luglio - Átila Storni, ex giocatore di calcio a 5 brasiliano
- 24 luglio - Cate Tiernan, scrittrice statunitense
- 25 luglio - Matt Bissonette, bassista statunitense
- 25 luglio - Walter Eddie Cosina, poliziotto italiano († 1992)
- 25 luglio - Francisco de León, ex cestista portoricano
- 25 luglio - Bobbie Eakes, attrice e cantante statunitense
- 25 luglio - Franz Engstler, pilota automobilistico e dirigente sportivo tedesco
- 25 luglio - Katherine Kelly Lang, attrice statunitense
- 25 luglio - Francesco Lo Cascio, vibrafonista italiano
- 25 luglio - Darren Star, sceneggiatore, produttore cinematografico e regista statunitense
- 25 luglio - Åsa Wikforss, filosofa svedese
- 26 luglio - Jean-Pierre Améris, regista e sceneggiatore francese
- 26 luglio - Alessandro Barbano, giornalista e saggista italiano
- 26 luglio - Gary Cherone, cantante statunitense
- 26 luglio - Nello Di Costanzo, allenatore di calcio e ex calciatore italiano
- 26 luglio - Sergej Fokin, ex calciatore russo
- 26 luglio - David Heyman, produttore cinematografico britannico
- 26 luglio - Keiko Matsui, pianista e compositrice giapponese
- 26 luglio - Dīmītrīs Saravakos, ex calciatore greco
- 26 luglio - Danie Visser, ex tennista sudafricano
- 26 luglio - Iolanda Čen, ex triplista e lunghista russa
- 27 luglio - Biko Agozino, criminologo nigeriano
- 27 luglio - Erez Tal, conduttore televisivo e comico israeliano
- 27 luglio - Daniel Burbank, ex astronauta statunitense
- 27 luglio - Maurizio Dei Lazzaretti, batterista italiano
- 27 luglio - Patrizia Fratini, ex ginnasta italiana
- 27 luglio - Panikos Orfanidīs, ex calciatore e allenatore di calcio cipriota
- 27 luglio - John Putch, attore e regista statunitense
- 27 luglio - Ömer Saybir, ex cestista turco
- 27 luglio - Juri Schlünz, allenatore di calcio e ex calciatore tedesco
- 27 luglio - Rebecca Staab, attrice e ex modella statunitense
- 27 luglio - Claudio Vandelli, ex ciclista su strada, ciclocrossista e mountain biker italiano
- 27 luglio - Fabio Zamarion, direttore della fotografia italiano
- 28 luglio - Yannick Dalmas, ex pilota automobilistico francese
- 28 luglio - Mustafa El Haddaoui, ex calciatore marocchino
- 28 luglio - Paul Ganus, attore statunitense
- 28 luglio - Irene Grazioli, attrice italiana
- 28 luglio - René Jacquot, ex pugile francese
- 28 luglio - Aleksandr Kurlovič, sollevatore bielorusso († 2018)
- 28 luglio - Helmen Kütt, politica estone
- 28 luglio - Dorte Mandrup, architetto danese
- 28 luglio - Scott Parazynski, ex astronauta statunitense
- 28 luglio - Stefano Prandi, filologo e critico letterario italiano
- 28 luglio - Ágnes Preszler, traduttrice e pittrice ungherese
- 28 luglio - Harlem Yu, cantante, compositore e conduttore televisivo taiwanese
- 29 luglio - Aldo Ferrari, storico e politologo italiano
- 29 luglio - Luc Nijholt, allenatore di calcio e ex calciatore olandese
- 29 luglio - Roberto Piatti, imprenditore e ingegnere italiano
- 29 luglio - Massimo Podenzana, dirigente sportivo e ex ciclista su strada italiano
- 29 luglio - Oscar Ramírez Amaral, ex calciatore boliviano
- 30 luglio - Achdé, fumettista francese
- 30 luglio - Elio, cantautore, musicista e comico italiano
- 30 luglio - Skye Blue, ex attrice pornografica statunitense
- 30 luglio - Laurence Fishburne, attore statunitense
- 30 luglio - Fabrizio Lucci, direttore della fotografia italiano
- 30 luglio - Silvia Massarelli, direttrice d'orchestra italiana
- 30 luglio - Jógvan Martin Olsen, allenatore di calcio e ex calciatore faroese
- 30 luglio - Andrea Pancani, giornalista e conduttore televisivo italiano
- 30 luglio - Reggie Roby, giocatore di football americano statunitense († 2005)
- 30 luglio - Daniele Turcolin, ex giocatore di football americano e allenatore di football americano italiano
- 31 luglio - Eivind Arnevåg, ex calciatore norvegese
- 31 luglio - Rita Baldini, doppiatrice e direttrice del doppiaggio italiana
- 31 luglio - Marco Cicala, politico italiano
- 31 luglio - Paul Duchesnay, ex danzatore su ghiaccio canadese
- 31 luglio - Lorenzo Gioielli, attore, regista e scrittore italiano
- 31 luglio - Chris Hinton, ex giocatore di football americano statunitense
- 31 luglio - Karin Jäger, ex fondista tedesca occidentale
- 31 luglio - Agneta Mårtensson, ex nuotatrice svedese
- 31 luglio - Doug Wert, attore statunitense